# Асанов, Жакип Кажманович
Жакип Кажманович Асанов (каз. Жақып Қажыманұлы Асанов; род. 17 августа 1963 года, Кызылорда, КазССР) — Председатель Верховного суда Республики Казахстан (2017-2022), Генеральный прокурор Республики Казахстан (2016—2017). Депутат Сената Парламента с 24 января 2023 года. Заместитель Председателя Сената Парламента с 26 января 2023 года. Государственный советник юстиции 2 класса (2016).

## Биография
Родился 17 августа 1963 года в г. Кызылорде.
Окончил Казахский государственный университет им. С. М. Кирова по специальности «правоведение».
После окончания ВУЗа принят стажером в Кызылординскую областную коллегию адвокатов.
В период с 1986 года по 1993 годы работал в органах прокуратуры Кызылординской области на должностях старшего помощника прокурора города Кызылорды, помощника, старшего помощника прокурора области и начальника отдела прокуратуры области.
С 1993 года по 1994 годы занимал должности старшего прокурора Управления общего надзора, начальника отдела по надзору за соблюдением законодательства о банках, финансово-кредитных отношениях и в контролирующих органах Управления общего надзора Генеральной прокуратуры Республики Казахстан.
С ноября 1994 года по ноябрь 1996 года работал консультантом, заведующим сектором Отдела обеспечения законности, правопорядка и судебной реформы Администрации Президента Республики Казахстан.
В 1996 году стал первым заместителем начальника Управления налоговой полиции по Южно-Казахстанской области.
С 1997 года по 2001 годы занимал должности старшего помощника Генерального Прокурора Республики Казахстан — заместителя начальника Управления по надзору за законностью в социально-экономической сфере, затем начальника данного Управления, начальника Департамента по надзору за законностью в деятельности государственных органов Генеральной прокуратуры Республики Казахстан.
С февраля 2001 года по февраль 2002 года работал первым заместителем прокурора города Алма-Аты.
С февраля 2002 года по июнь 2003 года — прокурор Павлодарской области.
В июне 2003 года назначен вице-министром юстиции Республики Казахстан.
С 2005 года по 2006 годы работал заместителем исполнительного директора Общенационального союза предпринимателей и работодателей Казахстана «Атамекен», председателем совета директоров АО «Казахстанские коммунальные сети», президентом и членом совета директоров АО «Корпорация „Ордабасы“».
С 2007 года по 2012 годы являлся депутатом Мажилиса Парламента Республики Казахстан IV и V созывов по партийному списку НДП «Нур Отан», был членом Комитета по законодательству и судебно-правовой реформе Мажилиса Парламента Республики Казахстан.
6 сентября 2012 года Распоряжением Главы государства назначен заместителем Генерального Прокурора Республики Казахстан.
25 апреля 2016 года Указом Главы государства назначен Генеральным Прокурором Республики Казахстан.
Имеет классный чин государственного советника юстиции 2 класса.
С 11 декабря 2017 года по 8 декабря 2022 года Председатель Верховного суда Республики Казахстан.
Указом Президента Казахстана Касым-Жомарта Токаева от 24 января 2023 года назначен депутатом Сената Парламента Республики Казахстан.
26 января 2023 года назначен Заместителем Председателя Сената Парламента Республики Казахстан.

## Награды
- Орден Парасат (2017)[4]
- Орден «Құрмет»
- Юбилейная медаль «Қазақстан Республикасының Тәуелсіздігіне 10 жыл»
- Нагрудный знак «Почётный работник прокуратуры Республики Казахстан»
- Медаль «МПА СНГ. 25 лет» (27 марта 2017 года, Межпарламентская ассамблея СНГ) — за заслуги в деле развития и укрепления парламентаризма, за вклад в развитие и совершенствование правовых основ функционирования Содружества Независимых Государств, укрепление международных связей и межпарламентского сотрудничества[5]
- Юбилейная медаль «МПА СНГ. 30 лет» (16 ноября 2023 года, Межпарламентская ассамблея СНГ) — за заслуги в деле развития и укрепления парламентаризма, за вклад в развитие и совершенствование правовых основ функционирования Содружества Независимых Государств, укрепление международных связей и межпарламентского сотрудничества[6]